# 東海郡
東海郡（とうかい-ぐん）は、中国にかつて存在した郡。漢代から唐代にかけて、現在の山東省臨沂市と江蘇省北部、および安徽省天長市にまたがる地域に設置された。

## 概要
秦代の東晦郡を前身とする。
紀元前202年（前漢の高帝5年）、韓信が楚王となり、東海郡・会稽郡・泗水郡・薛郡・陳郡を封領とする楚国が置かれた。翌年、楚王韓信が廃位されると、楚国は二分されて、東海郡は楚王劉交の楚国に属した。紀元前154年（景帝3年）、東海郡は楚国から削られて、漢の直轄の郡となり、このことが呉楚七国の乱の引き金となった。東海郡は徐州に属し、郯・蘭陵・襄賁・下邳・良成・平曲・戚・朐・開陽・費・利成・海西・蘭祺・繒・南成・山郷・建郷・即丘・祝其・臨沂・厚丘・容丘・東安・合郷・承・建陽・曲陽・司吾・于郷・平曲（侯国）・都陽・陰平・郚郷・武陽・新陽・建陵・昌慮・都平の38県を管轄した。『漢書』によれば前漢末に35万8414戸、155万9357人があった。
王莽のとき、沂平郡（ぎへいぐん）と改称された。
後漢が建てられると、東海郡の称にもどされた。東海郡は郯・蘭陵・戚・朐・襄賁・昌慮・承・陰平・利城・合郷・祝其・厚丘・贛楡の13県を管轄した。
西晋のとき、東海郡は郯・祝其・朐・襄賁・利城・贛楡・厚丘・蘭陵・承・昌慮・合郷・戚の12県を管轄した。永嘉の乱の後に東海郡は後趙に占拠され、次いで前燕・前秦・後燕・南燕に領有された。東晋の安帝のときに劉裕が北伐して南燕を滅ぼすと、再び東海郡が置かれた。
南朝宋の明帝のとき、淮北を北魏に奪われると、贛楡県に青州が僑置された。東海郡は襄賁・贛楡の2県を管轄した。
南朝斉のとき、南東海郡と北東海郡が置かれた。南東海郡は南徐州に属し、郯・祝其・朐・利城・西隰・丹徒・武進の7県を管轄した。北東海郡は冀州に属し、襄賁・僮・下邳・厚丘・曲城の5県を管轄した。
東魏が南朝梁の北海郡を奪うと、東海郡が置かれた。東海郡は海州に属して、贛楡・安流・広饒・下密の4県を管轄した。
583年（開皇3年）、隋が郡制を廃すると、東海郡は廃止されて、海州に編入された。607年（大業3年）に州が廃止されて郡が置かれると、海州は東海郡と改称された。朐山・東海・漣水・沭陽・懐仁の5県を管轄した。
621年（武徳4年）、唐により東海郡は海州と改められ、海州総管府が置かれた。742年（天宝元年）、海州は東海郡と改称された。758年（乾元元年）、東海郡は海州と改称され、東海郡の呼称は姿を消した。